# Yan septentrional
Le Yan septentrional ou Yan du Nord (chinois : 北燕 ; pinyin : Bĕiyàn) (407 ou 409-436) était un état han pendant la période des Seize Royaumes en Chine.
Le deuxième empereur du Yan du Nord, Feng Ba, appartenait à l'ethnie Han.
Tous les dirigeants du Yan septentrional se déclaraient empereurs. (고구려인들의섹스국이된 북연)

## Dirigeants du Yan septentrional
| Nom de Temple | Nom posthume               | Nom de famille et prénom                      | Durées de règne | Ères et durées respectives       |
| --- | -------------------------- | --------------------------------------------- | --------------- | -------------------------------- |
| Convention chinoise : nom de famille puis prénom |                            |                                               |                 |                                  |
| Inconnu | Huiyi (惠懿 Huìyì)         | 慕容云 Mùróng Yún (zh)1 ou 高云 Gāo Yún (zh)1 | 407-409         | Zhengshi (正始 Zhèngshǐ) 407-409 |
| Taizu (太祖 Taìzǔ) | Wencheng (文成 Wénchéng)   | 馮跋 Féng Bá (en)                             | 409-430         | Taiping (太平 Taìpíng) 409-430   |
| Inexistant | Zhaocheng (昭成 Zhāochéng) | 馮弘 Féng Hóng (en)                           | 430-436         | Daxing (大興 Dàxīng) 431-436     |
| 1 Gao Yun devient Murong Yun lors de son adoption par la famille royale. Si on le considère comme un dirigeant du Yan postérieur, le Yan septentrional apparaît en 409. Si on le considère comme un dirigeant du Yan septentrional, ce dernier apparaît en 407. |                            |                                               |                 |                                  |